# Repubblica Islamica dell'Afghanistan
La Repubblica Islamica dell'Afghanistan (in dari جمھوری اسلامی افغانستان, Jumhūrī-yi Islāmī-yi Afğānistān; in pashtu دَ افغانستان اسلامي جمھوريت‎, Da Afġānistān Islāmī Jumhoryat) è stata una repubblica presidenziale che ha governato l'Afghanistan tra il 2004 e il 2021. Sostituì lo Stato Islamico di Transizione dell'Afghanistan, costituito nel 2002 a seguito dell'invasione statunitense dell'Afghanistan, che aveva abbattuto il precedente emirato islamico talebano che governava la maggior parte del paese dal 1997. La Repubblica islamica venne costituita nel 2004, dopo che la Loya jirga approvò la Costituzione della Repubblica Islamica dell'Afghanistan. Nel corso dello stesso anno si tennero le elezioni presidenziali che elessero Hamid Karzai.
Sin dalla sua fondazione la repubblica dovette fronteggiare l'insurrezione talebana, lanciata nel 2003 dopo una fase di riorganizzazione a seguito della sconfitta militare subita nel 2001. Dal punto di vista militare la Repubblica venne quindi costantemente sostenuta dalla International Security Assistance Force, una coalizione internazionale costituita principalmente dalla NATO, mentre dal punto di vista economico rimase dipendente dagli aiuti provenienti principalmente dagli Stati Uniti d'America. L'Esercito nazionale dell'Afghanistan e i suoi alleati occidentali persero gradualmente il controllo dei territori rurali. Nel 2021, a seguito del progressivo ritiro delle truppe statunitensi dall'Afghanistan, i Talebani lanciarono una grande offensiva che il 15 agosto 2021 permise loro di occupare la capitale Kabul, mettendo di fatto fine all'esistenza della Repubblica.
La Repubblica islamica dell'Afghanistan continua tuttavia a essere lo stato formalmente riconosciuto dalle Nazioni Unite come governo dell'Afghanistan. Esso però non ha alcun controllo sul territorio afghano e non è attivo neppure come governo in esilio: esso ha de facto cessato di esistere. Nonostante ciò, numerose ambasciate afghane nel mondo continuano a rifarsi alla Repubblica.

## Ordinamento dello stato

### Suddivisione amministrativa
Dal punto di vista amministrativo, la Repubblica Islamica dell'Afghanistan era suddivisa in 34 province dette velayat:
| - 1 Badakhshan - 2 Badghis - 3 Baghlan - 4 Balkh - 5 Bamiyan - 6 Daikondi - 7 Farah - 8 Faryab - 9 Ghazni - 10 Ghowr - 11 Helmand | - 12 Herat - 13 Jowzjan - 14 Kabul - 15 Kandahar - 16 Kapisa - 17 Khowst - 18 Konar - 19 Konduz - 20 Laghman - 21 Lowgar - 22 Nangarhar | - 23 Nimruz - 24 Nurestanik - 25 Oruzgan - 26 Paktia - 27 Paktika - 28 Panjshir - 29 Parvan - 30 Samangan - 31 Sar-e Pol - 32 Takhar - 33 Vardak - 34 Zabol |  |

Le province erano a loro volta suddivise in distretti. Esistevano diversi distretti omonimi tra le varie province.

### Istituzioni

#### Ordinamento scolastico
Il sistema di istruzione convenzionale a tutti i livelli nella Repubblica islamica dell'Afghanistan soffrì enormemente a seguito degli eventi di guerra, e di conflitti civili che hanno travagliato il paese. Il tasso di alfabetizzazione era del 28% (43% per gli uomini e 13% per le donne).

##### Istituzione della AUAF
In seguito alla richiesta nel 2002 dell'allora ministro afgano della pubblica istruzione dottor Sharif Fayez, venne organizzato in Kabul un istituto di istruzione superiore, l'Università americana in Afghanistan, con corsi di laurea considerati prioritari per le immediate necessità del paese.

#### Sistema sanitario
Nel 2017, secondo l'Indice di sviluppo umano, l'Afghanistan era il 15º paese meno sviluppato al mondo. L'aspettativa di vita media è stimata in circa 45 anni per entrambi i sessi. Il paese aveva uno dei più alti tassi di mortalità materna nel mondo, nonché il più alto tasso di mortalità infantile nel mondo (decessi di bambini sotto un anno d'età). A dicembre 2011 il paese poteva contare su più di 3.000 ostetriche. Nel 2016 in Afghanistan, la carenza di vitamina D colpiva il 73,1% della popolazione. Nel 2006 è stato comunicato che quasi il 60% della popolazione viveva a circa due ore dalla struttura sanitaria più vicina; nel 2002 era solo il 9%. Nel 2011 i sondaggi indicavano che il 57% degli afghani affermano di poter usufruire bene o molto bene a cliniche ed ospedali. La nazione possedeva uno dei numeri più alti di persone affette da disabilità, con circa un milione di abitanti colpiti. Circa 80.000 persone hanno perso uno o più arti; la maggioranza di queste perdite sono causate dalle mine.

#### Forze armate e di polizia

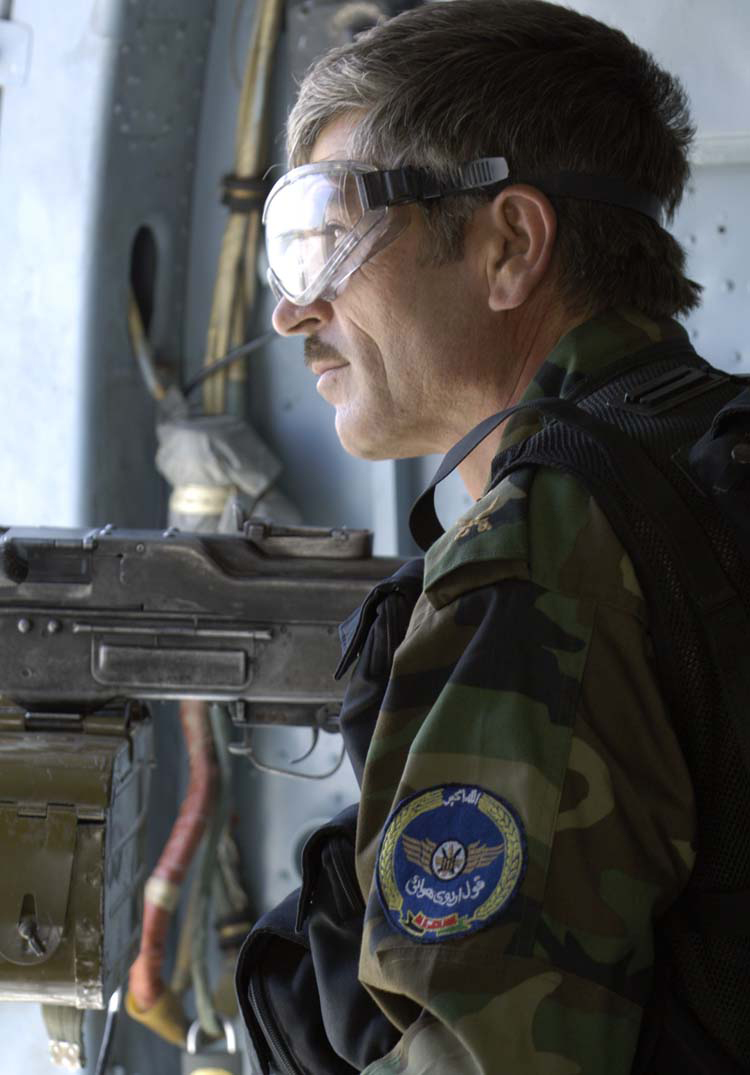
Un aviere afgano armato di mitragliatrice.

La polizia afgana aveva in organico più di 116.000 uomini. L'addestramento era gestito dall'Afghanistan Police Program e impartito principalmente dall'esercito statunitense e da quello tedesco. Le unità anti-narcotici erano invece addestrate dall'esercito inglese, l'elaborazione e costituzione del sistema legale era affidata a quello italiano, e la dispersione dei gruppi armati illegali alle forze armate giapponesi. Nonostante fosse la polizia a mantenere ufficialmente l'ordine, qualche volta erano i comandi militari regionali a occuparsi di ciò, soprattutto nelle campagne. Nel 2003, su decisione della NATO, il mandato dell'ISAF fu esteso oltre l'area di Kabul; non ci sono perciò aree in cui siano assenti truppe internazionali, un tempo attaccate dalle milizie islamiche. Per mantenere il controllo di queste zone, sprovviste della copertura di forze di polizia afghane, venne inviato l'esercito afghano (Afghan Melli-e Ourdou).
La polizia della Repubblica islamica venne accusata di trattamento improprio nei confronti dei prigionieri e, in molte aree, non investigava riguardo a crimini comuni a causa della mancanza di personale e/o comunicazioni. In aggiunta alla normale polizia, la polizia di frontiera afghana si occupava del controllo dei confini terrestri del paese, mentre la Afghan Custom Police si occupava della sicurezza negli aeroporti. Nel 2019 l'esercito contava circa 180.000 uomini. A causa del maggior controllo internazionale, le forze armate non sono afflitte dalla corruzione tanto quanto la polizia.
Era inoltre presente un servizio aereo, l'Afghan National Army Air Force, in gran parte non operativo. Alcuni equipaggi vennero addestrati dall'Aeronautica Militare Italiana per pilotare gli elicotteri Mil Mi-17 e Mil Mi-24 e gli aerei di trasporto tattico Antonov An-32. Il personale, in gran parte ancora addestrato negli anni del periodo comunista, era di 3.600 uomini, comprendenti 450 piloti (tra i quali vi sono anche alcune donne). Nel 2011 furono acquistati 65 nuovi velivoli.

## Politica

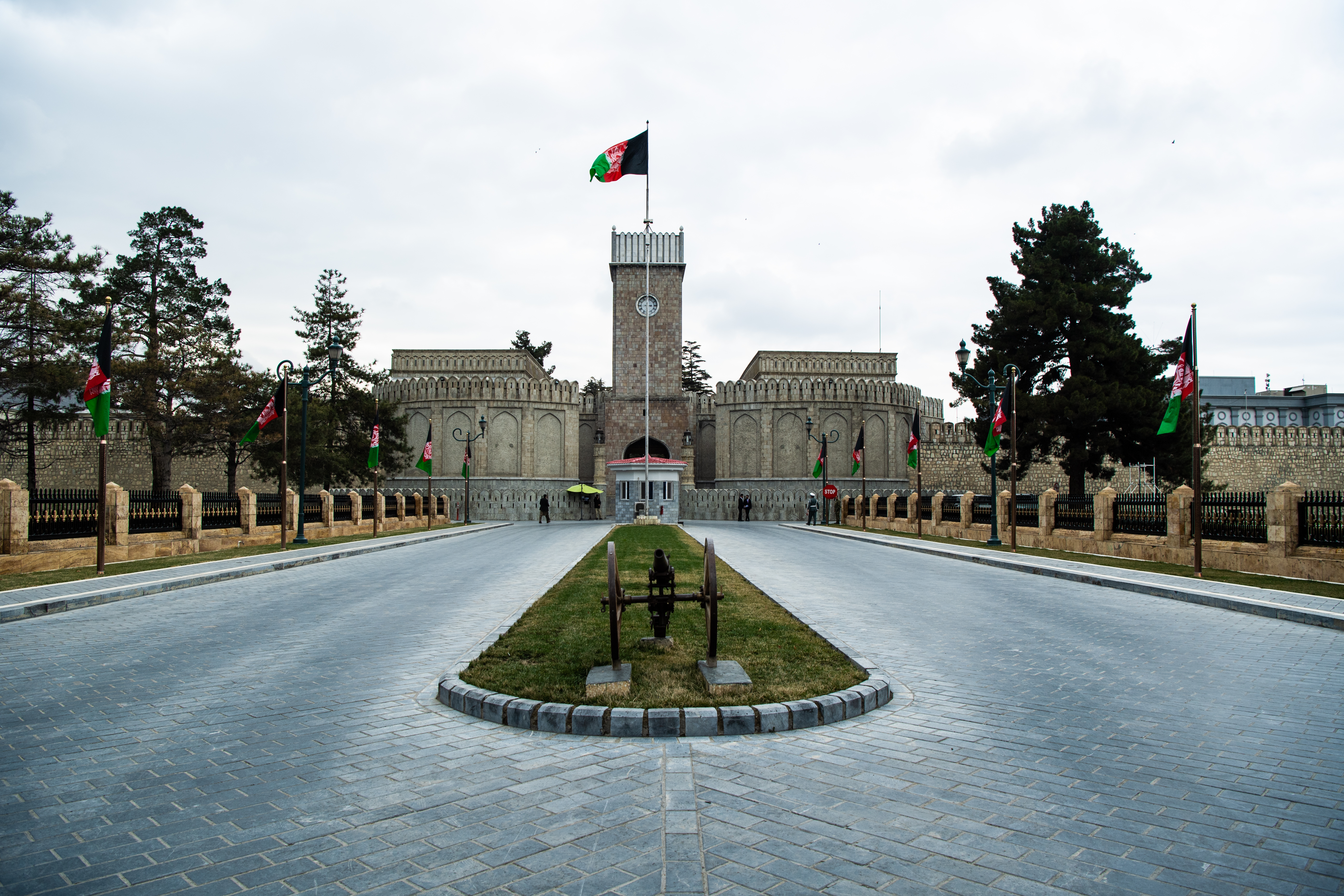
"Arg" (palazzo presidenziale), Kabul

### Presidente
Il primo presidente della repubblica islamica fu Hamid Karzai, già Capo di Stato ad interim fra il 2001 e il 2004, poi eletto nel 2004 e riconfermato, nonostante i brogli a lui contestati, nel 2009, in seguito al ritiro del suo sfidante al ballottaggio, Abdullah Abdullah. Nato a Kandahar, Karzai proveniva da una famiglia di etnia Pashtun. Nel 2014 gli successe Ashraf Ghani Ahmadzai, ex-ministro delle finanze nel precedente governo.

### Parlamento
Il Parlamento era bicamerale: la camera bassa (Wolesi Jirga, Camera del popolo) era composta da 249 membri (dei quali almeno 64 dovevano essere donne e 10 erano eletti dai nomadi Kuchi), ognuno in carica per 5 anni. I parlamentari erano eletti su base distrettuale, a suffragio universale; la camera alta (Mesherano Jirga, Camera degli anziani) era invece composta da 102 membri, un terzo dei quali eletti da consigli distrettuali per 3 anni, un terzo eletti da consigli provinciali per 4 anni e un terzo nominati dal Presidente per un mandato di 5 anni. La camera bassa aveva la responsabilità di scrivere e ratificare le leggi e di approvare le azioni del Presidente, mentre la camera alta svolgeva una funzione prevalentemente consultiva, oltre ad avere in alcuni casi potere di veto.

## Economia
L'economia afgana era una tra le più povere del pianeta e risentiva dei continui conflitti susseguitisi nei decenni precedenti e durante l'esistenza della repubblica. Tali continue guerre avevano distrutto le infrastrutture, sconvolto il sistema sociale, vessato e decimato la popolazione. La produzione di cereali sia per molti contadini sia per gli insorti, principalmente nelle regioni settentrionali, era a conduzione familiare (agricoltura di sussistenza), l'unica coltivazione redditizia era il papavero da oppio. La paga mensile del lavoratore medio variava da 1 a 3 dollari.
Le strade che transitavano a Salang e a Tang-e Gharu, che avevano un ruolo strategico nei recenti conflitti, erano in cattive condizioni, diversi ponti bombardati non erano stati ricostruiti, di frequente le strade venivano chiuse a causa dei conflitti nell'area con grave danno al transito di beni di primaria necessità, attrezzature di emergenza e materiali per la ricostruzione destinati all'intero paese. Ampie porzioni di territorio rimanevano minate. Il commercio risentiva della forte concorrenza sleale del contrabbando attuato principalmente attraverso l'Afghan Transit Trade ATT.